# Vena talamoestriada superior
La vena talamoestriada superior, vena del cuerpo estriado o vena terminal (TA: vena thalamostriata superior, vena terminalis, vena corporis striati) es una vena que drena sangre del cuerpo estriado y el tálamo, y que se une con la vena coroidea para formar las venas cerebrales internas.

## Trayecto
Comienza en el surco entre el cuerpo estriado y el tálamo, recibe numerosas venas de ambas partes, y se une por detrás del trígono cerebral o fornix con la vena coroidea para formar una de las venas cerebrales internas.